# 暴沸
暴沸，或稱突沸，是指不稳定的过热液体突然劇烈沸騰的現象。在缺少气泡或杂质的条件下加热液体容易产生过热液体。由于成核作用，过热液体接触到气泡或杂质時会发生剧烈沸腾，严重情况下会导致高温液体飞溅甚至损坏容器。因此液体加热之前必须加入沸石一類的多孔物质。

## 原因
暴沸通常发生於迅速地加热在光滑、干净的玻璃器皿中的液體或降低液體壓力的時候。沸騰往往需要一些氣泡或雜質作為開始汽化的核位點（nucleation site），在缺乏這樣的核的情況下，液體可能會被加熱到超過沸點，成為過熱液體。一旦液體中出現了氣泡或雜質，液體就會以其為中心迅速沸騰，並形成一个大蒸汽泡，常以高速将液体推出器皿。这种沸腾液体的噴濺会对实验室中的人员造成严重危害。此外，反復地加熱和冷卻液体會增加发生暴沸的机会，因为每次加熱都会逐渐使液体中的小氣泡離開液體，从而减少剩余的核位点数量。

## 预防
常見的防暴沸方法有：在加熱液體前，往容器中加入一到两个沸石或碎瓷片，或者加入磁子攪拌溶液。這樣存在於沸石或碎瓷片的小縫隙中的空氣，會在加熱時以小氣泡的形式膨脹逸出，并作為核位點使液体沸腾；攪拌同樣可以减少暴沸的機會，因為攪拌既產生渦流破壞氣泡聚集的過程，從而避免形成大氣泡，也產生小氣泡作為核點位。
有時也會將密封的毛細管放置在溶液中，不僅可以提供核位點以降低暴沸風險，而且事後易移除。
然而，仅这些可能无法防止暴沸，因此建議在試管、平底燒瓶和錐形瓶中加熱液體。另外，加熱中的試管不應指向任何人，以防暴沸對人員造成傷害。重新加熱冷卻的液體之前，需更換沸石，以免旧沸石因空隙被液體填滿而失效。